# خورشیدگرفتگی ۳۰ آوریل ۱۹۵۷
خورشیدگرفتگی ۳۰ آوریل ۱۹۵۷ (به انگلیسی: Solar eclipse of April 30, 1957) یک خورشیدگرفتگی از نوع خورشیدگرفتگی حلقه‌ای است. این خورشیدگرفتگی در تاریخ ۳۰ آوریل ۱۹۵۷ میلادی (‎۱۰ اردیبهشت ۱۳۳۶ خورشیدی) روی داد که زمان اوج آن، ساعت ۰:۰۵:۲۸ به‌وقت ساعت هماهنگ جهانی بوده‌است.